# Petrișor Gănănău
Laurențiu Petrișor Gănănău (* 18. September 1984 in Târgu Jiu, Kreis Gorj) ist ein ehemaliger rumänischer Boxer.

## Boxkarriere
Petrișor Gănănău trainierte in der Boxabteilung von Pandurii Târgu Jiu, einer seiner Trainer war Ninel Geică.
Er gewann 1999 und 2000 jeweils Bronze bei den Kadetten-Europameisterschaften in Baku bzw. Athen, war Viertelfinalist der Junioren-Europameisterschaften 2001 in Sarajevo, sowie jeweils Gewinner einer Bronzemedaille bei den Junioren-Weltmeisterschaften in Santiago de Cuba, den Junioren-Europameisterschaften 2003 in Warschau und den World University Championships 2004 in Antalya.
Bei den Europameisterschaften 2008 in Liverpool gewann er ebenfalls Bronze im Schwergewicht, nachdem er im Halbfinale gegen Jegor Mechonzew ausgeschieden war.
Für die Olympischen Spiele 2008 konnte er sich nicht qualifizieren, nachdem er bei der europäischen Ausscheidung in Athen in der vierten Turnierrunde (Halbfinale) gegen Elias Pavlidis unterlegen war.